# ONEFA 2016
La temporada 2016 de la Liga Mayor de la ONEFA fue la 86° competencia anual de fútbol americano universitario en México, así como la trigésima octava administrada por la Organización Nacional Estudiantil de Fútbol Americano (ONEFA). La competencia estuvo conformada por 19 equipos de distintas universidades de México divididos en 3 grupos: verde, blanco y rojo. Para esta temporada, se llevaron a cabo encuentros de interligas con la Comisión Nacional Deportiva Estudiantil de Instituciones Privadas (CONADEIP) entre las jornadas 2 y 3., así como un Tazón de Campeones entre los dos campeones de la CONADEIP y la ONEFA, que definió al campeón nacional. 

## Equipos participantes
| Equipo             | Universidad                               | Campus                   | Grupo  |
| ------------------ | ----------------------------------------- | ------------------------ | ------ |
| Águilas            | Universidad Autónoma de Chihuahua         | Ciudad de Chihuahua      | Verde  |
| Águilas Blancas    | Instituto Politécnico Nacional            | Casco de Santo Tomás     | Verde  |
| Auténticos Tigres  | Universidad Autónoma de Nuevo León        | San Nicolás de los Garza | Verde  |
| Burros Blancos     | Instituto Politécnico Nacional            | Zacatenco                | Verde  |
| Linces             | Universidad del Valle de México           | Lomas Verdes             | Verde  |
| Pumas CU           | Universidad Nacional Autónoma de México   | Ciudad Universitaria     | Verde  |
| Frailes            | Universidad del Tepeyac                   | Lindavista               | Blanco |
| Leones Cancún      | Universidad Anáhuac                       | Cancún                   | Blanco |
| Lobos              | Universidad Autónoma de Coahuila          | Saltillo                 | Blanco |
| Potros Salvajes    | Universidad Autónoma del Estado de México | Toluca                   | Blanco |
| Pumas Acatlán      | Universidad Nacional Autónoma de México   | Acatlán                  | Blanco |
| Toros Salvajes     | Universidad Autónoma Chapingo             | Texcoco                  | Blanco |
| Centinelas         | Cuerpo de Guardias Presidenciales         | Ciudad de México         | Rojo   |
| Correcaminos       | Universidad Autónoma de Tamaulipas        | Ciudad Victoria          | Rojo   |
| Correcaminos Norte | Universidad Autónoma de Tamaulipas        | Reynosa                  | Rojo   |
| Halcones           | Universidad Veracruzana                   | Xalapa                   | Rojo   |
| Lobos BUAP         | Benemérita Universidad Autónoma de Puebla | Puebla de Zaragoza       | Rojo   |
| Tecos              | Universidad Autónoma de Guadalajara       | Guadalajara              | Rojo   |
| Zorros ITQ         | Instituto Tecnológico de Querétaro        | Santiago de Querétaro    | Rojo   |

## Temporada Regular

### Resultados
| Pumas Acatlán            | 37-0 | Correcaminos de Cd. Victoria | Estadio Acatlán          | 2 de septiembre | 16:00 |  |  |
| Potros Salvajes UAEM     | 24-0 | Centinelas                   | Estadio J.J. Pichardo    | 2 de septiembre | 19:00 |  |  |
| Toros Salvajes UACH      | 16-7 | Tecos UAG                    | Estadio Palomo Ruiz      | 3 de septiembre | 11:00 |  |  |
| Correcaminos UAT Reynosa | 0-25 | Lobos UA de C                | Estadio Infierno naranja | 3 de septiembre | 16:00 |  |  |
| Leones Anáhuac           | 88-0 | Zorros ITQ                   | Estadio USBI             | 3 de septiembre | 18:00 |  |  |
| Halcones UV              | 2-6  | Frailes del Tepeyac          | Estadio Coliseo Maya     | 3 de septiembre | 19:00 |  |  |

| Auténticos Tigres         | 31-28 | Borregos Salvajes        | Estadio Gaspar Mass            | 9 de septiembre  | 19:00 | Auténticos Broadcasting |  |
| Águilas Blancas           | 15-14 | Borregos GDL             | Estadio Wilfrido Massieu       | 10 de septiembre | 11:00 | /Máximo avance          |  |
| Pumas CU                  | 0-28  | Aztecas de la UDLAP      | Estadio Olímpico Universitario | 10 de septiembre | 12:00 | Passion TV /Multivisión |  |
| Borregos México           | 17-25 | Linces UVM               | Estadio Corral de plástico     | 10 de septiembre | 12:00 | S/D                     |  |
| Borregos Puebla           | 27-34 | Águilas UACH             | Estadio Cráter Azul            | 10 de septiembre | 11:00 | S/D                     |  |
| Correcaminos UAT Victoria | 21-13 | Centinelas               | Estadio Eugenio Alvizo         | 10 de septiembre | 12:00 | S/D                     |  |
| Lobos UAdeC               | 42-7  | Tigres Blancos           | Estadio Jorge Castro           | 10 de septiembre | 13:00 | S/D                     |  |
| ITESM Querétaro           | 27-37 | Potros Salvajes UAEM     | Estadio Tec Querétaro          | 10 de septiembre | 13:00 | S/D                     |  |
| Lobos BUAP                | 21-9  | Correcaminos UAT Reynosa | Estadio La Guarida             | 10 de septiembre | 13:00 | S/D                     |  |
| Zorros ITQ                | 9-49  | Halcones UV              | Estadio USBI                   | 10 de septiembre | 16:00 | S/D                     |  |
| Burros Blancos            | 9-30  | Borregos Toluca          | Estadio Wilfrido Massieu       | 10 de septiembre | 15:00 | /Máximo avance          |  |
| Leones Anáhuac            | 25-26 | Anáhuac Norte            | Estadio Coliseo Maya           | 10 de septiembre | 18:00 |                         |  |

| Borregos Salvajes    | 41-20 | Pumas CU             | Estadio Tecnológico      | 16 de septiembre | 18:00 |  |  |
| Linces UVM           | 20-28 | Borregos Puebla      | Estadio JOM              | 17 de septiembre | 13:00 |  |  |
| Aztecas de la UDLAP  | 35-7  | Auténticos Tigres    | Estadio Templo del dolor | 17 de septiembre | 13:00 |  |  |
| Águilas UACH         | 17-9  | Borregos México      | Estadio Universitario    | 17 de septiembre | 18:00 |  |  |
| Leones Anáhuac Norte | 21-28 | Burros Blancos       | Estadio Cueva del león   | 17 de septiembre | 12:00 |  |  |
| Borregos Toluca      | 47-43 | Águilas Blancas      | Estadio Congeladora      | 17 de septiembre | 12:30 |  |  |
| Potros Salvajes UAEM | 7-14  | Lobos UAdeC          | Estadio J.J. Pichardo    | 16 de septiembre | 19:00 |  |  |
| Toros Salvajes       | 46-27 | Borregos Querétaro   | Estadio Palomo Ruiz      | 17 de septiembre | 12:00 |  |  |
| Tigres Blancos       | 0-26  | Pumas Acatlán        | Estadio UMAD             | 17 de septiembre | 11:00 |  |  |
| Borregos GDL         | 41-7  | Frailes Tepeyac      | Estadio Fortaleza Azul   | 17 de septiembre | 13:00 |  |  |
| Centinelas           | 16-0  | Lobos BUAP           | Estadio Joaquín Amaro    | 16 de septiembre | 19:00 |  |  |
| Zorros ITQ           | 7-42  | Correcaminos Reynosa | Deportivo Bicentenario   | 17 de septiembre | 13:00 |  |  |
| Halcones UV          | 16-23 | Tecos UAC            | Estadio USBI             | 17 de septiembre | 17:00 |  |  |

| Linces UVM                | 38-17 | Pumas Acatlán            | Estadio JOM            | 23 de septiembre | 19:00 |  |  |
| Potros Salvajes           | 29-28 | Águilas Blancas          | Estadio J.J. Picardo   | 23 de septiembre | 19:00 |  |  |
| Frailes Tepeyac           | 12-53 | Burros Blancos           | Estadio Perros Negros  | 24 de septiembre | 11:00 |  |  |
| Pumas UNAM                | 35-9  | Leones Anáhuac           | Estadio Olímpico       | 24 de septiembre | 12:00 |  |  |
| Lobos UA de C             | 17-24 | Auténticos Tigres        | Estadio Jorge Castro   | 24 de septiembre | 15:00 |  |  |
| Águilas UACH              | 59-14 | Toros Salvajes           | Estadio Universitario  | 24 de septiembre | 18:00 |  |  |
| Halcones UV               | 28-19 | Lobos BUAP               | Estadio USBI           | 24 de septiembre | 19:00 |  |  |
| Correcaminos UAT Victoria | 15-9  | Correcaminos UAT Reynosa | Estadio Eugenio Alvizo | 24 de septiembre | 16:00 |  |  |
| Tecos UAG                 | 69-0  | Zorros ITQ               | Estadio 3 de marzo     | 24 de septiembre | 18:00 |  |  |

| Auténticos Tigres | 35-18 | Águilas Blancas           | Estadio Gaspar Mass      | 30 de septiembre | 19:00 |  |  |
| Linces UVM        | 13-17 | Pumas CU                  | Estadio JOM              | 30 de septiembre | 19:00 |  |  |
| Frailes Tepeyac   | 14-45 | Lobos UA de C             | Estadio Perros Negros    | 1 de octubre     | 11:00 |  |  |
| Águilas Blancas   | 48-35 | Burros Blancos            | Estadio Wilfrido Massieu | 1 de octubre     | 12:00 |  |  |
| Toros Salvajes    | 18-17 | Pumas Acatlán             | Estadio Palomo Ruiz      | 1 de octubre     | 12:00 |  |  |
| Leones Anáhuac    | 3-28  | Potros Salvajes           | Estadio Coliseo Maya     | 1 de octubre     | 18:00 |  |  |
| Centinelas        | 6-0   | Halcones UV               | Estadio Joaquín Amaro    | 30 de septiembre | 19:00 |  |  |
| Zorros ITQ        | 0-41  | Lobos BUAP                | Estadio El Pocito        | 1 de octubre     | 13:00 |  |  |
| Tecos UAG         | 7-13  | Correcaminos UAT Victoria | Estadio 3 de Marzo       | 1 de octubre     | 18:00 |  |  |

| Pumas Acatlán       | 28-18 | Frailes UT             | FES Acatlán           | 07/10/2016 | 15:00 |  |  |
| Centinelas CGP      | 59-0  | Zorros ITQ             | Joaquín Amaro         | 07/10/2016 | 19:00 |  |  |
| Burros Blancos IPN  | 21-28 | Auténticos Tigres UANL | Wilfrido Massieu      | 08/10/2016 | 11:00 |  |  |
| Pumas CU            | 18-21 | Águilas UACh           | Olímpico Univesitario | 08/10/2016 | 12:00 |  |  |
| Lobos BUAP          | 0-6   | UAT Victoria           | C.U. BUAP             | 08/10/2016 | 13:00 |  |  |
| UAT Reynosa         | 10-6  | Tecos UAG              | Infierno Naranja      | 08/10/2016 | 16:00 |  |  |
| Águilas Blancas IPN | 31-21 | Linces UVM México      | Wilfrido Massieu      | 08/10/2016 | 15:00 |  |  |
| Toros Salvajes      | 3-14  | Leones UA              | Palomo Ruiz Tapia     | 08/10/2016 | 11:00 |  |  |

| Auténticos Tigres UANL | 72-0  | Pumas Acatlán      | Gaspar Mass           | 14/10/2016 | 19:00 |  |  |
| Linces UVM México      | 14-7  | Potros Salvajes    | JOM                   | 14/10/2016 | 19:00 |  |  |
| Frailes UT             | 7-56  | Pumas CU           | Perros Negros         | 15/10/2016 | 11:00 |  |  |
| Águilas Blancas IPN    | 45-16 | Leones UA          | Wilfrido Massieu      | 15/10/2016 | 11:00 |  |  |
| UAT Victoria           | 42-0  | Zorros ITQ         | Alviso Porras         | 15/10/2016 | 16:00 |  |  |
| UAT Reynosa            | 26-6  | Halcones UV        | Infierno Naranja      | 15/10/2016 | 16:00 |  |  |
| Tecos UAG              | 20-13 | Centinelas CGP     | 3 de Marzo            | 15/10/2016 | 18:00 |  |  |
| Toros Salvajes         | 13-40 | Burros Blancos IPN | Palomo Ruiz Tapia     | 15/10/2016 | 15:00 |  |  |
| Águilas UACh           | 35-21 | Lobos UAC          | Estadio Universitario | 15/10/2016 | 18:00 |  |  |

| Auténticos Tigres UANL | 50-9  | Águilas Blancas IPN | Gaspar Mass           | 21/10/2016 | 19:00 |  |  |
| Centinelas CGP         | 7-17  | UAT Reynosa         | Joaquín Amaro         | 21/10/2016 | 19:00 |  |  |
| Burros Blancos IPN     | 10-34 | Pumas CU            | Estadio Hidalgo       | 22/10/2016 | 12:00 |  |  |
| Lobos BUAP             | 18-27 | Tecos UAG           | C.U. BUAP             | 22/10/2016 | 13:00 |  |  |
| Halcones UV            | 12-29 | UAT Victoria        | USBI Xalapa           | 22/10/2016 | 16:00 |  |  |
| Toros Salvajes         | 3-10  | Potros Salvajes     | Palomo Ruiz Tapia     | 22/10/2016 | 15:00 |  |  |
| Lobos UAC              | 19-14 | Pumas Acatlán       | Jorge Castro          | 22/10/2016 | 15:00 |  |  |
| Águilas UACh           | 31-17 | Linces UVM México   | Estadio Universitario | 22/10/2016 | 18:00 |  |  |
| Leones UA              | 46-21 | Frailes UT          | Coliseo Maya          | 22/10/2016 | 18:00 |  |  |

| Pumas Acatlán       | 20-14 | Potros Salvajes        | FES Acatlán            | 28/10/2016 | 15:00 |  |  |
| Águilas Blancas IPN | 13-6  | Águilas UACh           | Wilfrido Masseiu       | 29/10/2016 | 11:00 |  |  |
| Pumas CU            | 7-28  | Auténticos Tigres UANL | Olímpico Universitario | 29/10/2016 | 12:00 |  |  |
| Burros Blancos IPN  | 35-28 | Linces UVM México      | Wilfrido Masseiu       | 29/10/2016 | 15:00 |  |  |
| Toros Salvajes      | 29-19 | Frailes UT             | Palomo Ruiz Tapia      | 29/10/2016 | 11:00 |  |  |
| Leones UA           | 7-24  | Lobos UAC              | Coliseo Maya           | 29/10/2016 | 18:00 |  |  |

| Pumas Acatlán     | 28-0  | Leones UA              | FES Acatlán            | 04/11/2016 | 15:00 |  |  |
| Linces UVM México | 34-49 | Auténticos Tigres UANL | JOM                    | 04/11/2016 | 19:00 |  |  |
| Potros Salvajes   | 49-14 | Frailes UT             | J.J.Pichardo           | 04/11/2016 | 19:00 |  |  |
| Pumas CU          | 6-10  | Águilas Blancas IPN    | Olímpico Universitario | 05/11/2016 | 10:00 |  |  |
| Lobos UAC         | 24-21 | Toros Salvajes         | Jorge Castro           | 05/11/2016 | 15:00 |  |  |
| Águilas UACh      | 49-35 | Burros Blancos IPN     | Estadio Universitario  | 05/11/2016 | 18:00 |  |  |

### Standings
| Grupo Verde                | Grupo Verde | Grupo Verde |
| Equipo                     | Récord      | Cociente    |
| -------------------------- | ----------- | ----------- |
| (1) Auténticos Tigres UANL | 8-1         | 0.888       |
| (2) Águilas UACH           | 7-2         | 0.777       |
| (3) Águilas Blancas IPN    | 6-3         | 0.666       |
| (4) Pumas CU UNAM          | 4-5         | 0.444       |
| Burros Blancos IPN         | 4-5         | 0.444       |
| Linces UVM México          | 3-4         | 0.333       |

| Grupo Blanco             | Grupo Blanco | Grupo Blanco |
| Equipo                   | Récord       | Cociente     |
| ------------------------ | ------------ | ------------ |
| (1) Lobos UAdeC          | 7-2          | 0.777        |
| (2) Potros Salvajes UAEM | 6-3          | 0.666        |
| (3) Pumas Acatlán        | 5-4          | 0.555        |
| (4) Toros Salvajes UACH  | 4-5          | 0.444        |
| Leones Anáhuac Cancún    | 3-6          | 0.333        |
| Frailes UT               | 1-8          | 0.111        |

| Grupo Rojo                 | Grupo Rojo | Grupo Rojo |
| Equipo                     | Récord     | Cociente   |
| -------------------------- | ---------- | ---------- |
| (1) Correcaminos UAT       | 6-1        | 0.857      |
| (2) Correcaminos Norte UAT | 4-3        | 0.571      |
| (3) Tecos UAG              | 4-3        | 0.571      |
| (4) Centinelas CGP         | 3-4        | 0.428      |
| Lobos BUAP                 | 2-4        | 0.333      |
| Halcones UV                | 2-5        | 0.285      |
| Zorros ITQ                 | 0-7        | 0.000      |

     Clasificado a Postemporada
(n) Ranking final

## Postemporada

### Grupos Verde y Blanco
|  | Cuartos de final    | Cuartos de final |                 |                   | Semifinales | Semifinales |  |                   | Final | Final |  |
|  |                     |                  |                 |                   |             |             |  |                   |       |       |  |
|  |                     |                  |                 |                   |             |             |  |                   |       |       |  |
|  | Auténticos Tigres   | 62               |                 |                   |             |             |  |                   |       |       |  |
|  | Auténticos Tigres   | 62               |                 |                   |             |             |  |                   |       |       |  |
|  | Pumas Acatlán       | 7                |                 |                   |             |             |  |                   |       |       |  |
|  | Pumas Acatlán       | 7                |                 | Auténticos Tigres | 68          |             |  |                   |       |       |  |
|  |                     |                  |                 | Auténticos Tigres | 68          |             |  |                   |       |       |  |
|  |                     |                  | Potros Salvajes | 29                |             |             |  |                   |       |       |  |
|  | Potros Salvajes     | 36               | Potros Salvajes | 29                |             |             |  |                   |       |       |  |
|  | Potros Salvajes     | 36               |                 |                   |             |             |  |                   |       |       |  |
|  | Toros Salvajes UACH | 21               |                 |                   |             |             |  |                   |       |       |  |
|  | Toros Salvajes UACH | 21               |                 |                   |             |             |  | Auténticos Tigres | 20    |       |  |
|  |                     |                  |                 |                   |             |             |  | Auténticos Tigres | 20    |       |  |
|  |                     |                  | Pumas CU        | 16                |             |             |  |                   |       |       |  |
|  | Lobos UAdeC         | 7                | Pumas CU        | 16                |             |             |  |                   |       |       |  |
|  | Lobos UAdeC         | 7                |                 |                   |             |             |  |                   |       |       |  |
|  | Pumas CU            | 35               |                 |                   |             |             |  |                   |       |       |  |
|  | Pumas CU            | 35               |                 | Águilas UACH      | 10          |             |  |                   |       |       |  |
|  |                     |                  |                 | Águilas UACH      | 10          |             |  |                   |       |       |  |
|  |                     |                  | Pumas CU        | 21                |             |             |  |                   |       |       |  |
|  | Águilas UACH        | 45               | Pumas CU        | 21                |             |             |  |                   |       |       |  |
|  | Águilas UACH        | 45               |                 |                   |             |             |  |                   |       |       |  |
|  | Águilas Blancas     | 38               |                 |                   |             |             |  |                   |       |       |  |
|  | Águilas Blancas     | 38               |                 |                   |             |             |  |                   |       |       |  |
|  |                     |                  |                 |                   |             |             |  |                   |       |       |  |

### Grupo Rojo
|  | Semifinales                            | Semifinales      |   |  | Final                                  | Final |  |
|  |                                        |                  |   |  |                                        |       |  |
|  | Estadio Alvizo Porras 29/10/2016 14:00 |                  |   |  |                                        |       |  |
|  | Centinelas CGP                         | 24               |   |  |                                        |       |  |
|  | Correcaminos UAT                       | 38               |   |  |                                        |       |  |
|  |                                        |                  |   |  |                                        |       |  |
|  |                                        |                  |   |  | Estadio Alvizo Porras 05/11/2016 14:00 |       |  |
|  |                                        |                  |   |  | Correcaminos Norte UAT                 | 20    |  |
|  |                                        | Correcaminos UAT | 5 |  |                                        |       |  |
|  |                                        |                  |   |  |                                        |       |  |
|  |                                        |                  |   |  |                                        |       |  |
|  |                                        |                  |   |  |                                        |       |  |
|  | Infierno Naranja 29/10/2016 14:00      |                  |   |  |                                        |       |  |
|  | Tecos UAG                              | 14               |   |  |                                        |       |  |
|  | Correcaminos Norte UAT                 | 16               |   |  |                                        |       |  |

## Final
La final de la temporada 2016 de la ONEFA denominada Tazón Roberto “Tapatío” Méndez, se llevó a cabo el viernes 25 de noviembre en el Estadio Gaspar Mass a las 19:00 horas entre Auténticos Tigres de la Universidad Autónoma de Nuevo León y Pumas CU de la Universidad Nacional Autónoma de México. Fue la octava ocasión en que dichos equipos disputaron el título.
Los organizadores del evento aseguraron que fue la final con mayor cobertura en la historia del evento, la transmisión pudo seguirse a través de Claro Sports, Canal Once (diferido), TV UNAM, Una Voz Con Todos, UANL – 53.1, TVNL -28.1, Multimedios Televisión, 52MX (diferido), elnorte.com, maximoavance.com.mx y eventos.uanl.mx/autenticos.
| Casco           |        |               |
| Brazo izquierdo | Cuerpo | Brazo derecho |
| Pantalones      |        |               |
| Medias          |        |               |
| UNAM            |        |               |

| 25 de noviembre de 2016, 19:00 Estadio Gaspar Mass — 16,000 espectadores                                                                  |    |    |    |    |
| \| Equipo \| 1C \| 2C \| 3C \| 4C \| \| ------ \| -- \| -- \| -- \| -- \| \| UNAM \| 13 \| 0 \| 3 \| 0 \| \| UANL \| 0 \| 7 \| 3 \| 10 \| |    |    |    |    |
| Equipo | 1C | 2C | 3C | 4C |
| UNAM | 13 | 0  | 3  | 0  |
| UANL | 0  | 7  | 3  | 10 |

| Equipo | 1C | 2C | 3C | 4C |
| ------ | -- | -- | -- | -- |
| UNAM   | 13 | 0  | 3  | 0  |
| UANL   | 0  | 7  | 3  | 10 |

| Casco           |        |               |
| Brazo izquierdo | Cuerpo | Brazo derecho |
| Pantalones      |        |               |
| Medias          |        |               |
| UANL            |        |               |

## Tazón de campeones
Fue la primera ocasión en que se jugó un partido entre el ganador de la Liga Mayor de la ONEFA y el ganador de la Liga Premier de la CONADEIP, el ganador del encuentro fue proclamado campeón nacional.
El partido se jugó el viernes 2 de diciembre a las 19:00 horas en el Estadio Gaspar Mass conforme a lo acordado entre los organizadores, el primer título se disputó en el estadio del campeón de la ONEFA y se alternarán las sedes cada temporada.
| Casco           |        |               |
| Brazo izquierdo | Cuerpo | Brazo derecho |
| Pantalones      |        |               |
| Medias          |        |               |
| UDLAP           |        |               |

| 2 de diciembre de 2016, 19:00 Estadio Gaspar Mass — 10,000 espectadores                                                                     |    |    |    |    |
| \| Equipo \| 1C \| 2C \| 3C \| 4C \| \| ------ \| -- \| -- \| -- \| -- \| \| UDLAP \| 11 \| 8 \| 0 \| 15 \| \| UANL \| 7 \| 10 \| 3 \| 7 \| |    |    |    |    |
| Equipo | 1C | 2C | 3C | 4C |
| UDLAP | 11 | 8  | 0  | 15 |
| UANL | 7  | 10 | 3  | 7  |

| Equipo | 1C | 2C | 3C | 4C |
| ------ | -- | -- | -- | -- |
| UDLAP  | 11 | 8  | 0  | 15 |
| UANL   | 7  | 10 | 3  | 7  |

| Casco           |        |               |
| Brazo izquierdo | Cuerpo | Brazo derecho |
| Pantalones      |        |               |
| Medias          |        |               |
| UANL            |        |               |